# Accumulatore allo stato solido
Un accumulatore allo stato solido (o anche batteria allo stato solido) è una tipologia di batteria che utilizza elettrodi solidi e un elettrolita allo stato solido, invece degli elettroliti in gel liquido o polimerico presenti nelle batterie agli ioni di litio o ai polimeri di litio. I materiali utilizzati come elettroliti solidi negli accumulatori allo stato solido includono ceramiche (ad esempio ossidi, solfuri, fosfati) e polimeri solidi. Gli accumulatori allo stato solido hanno trovato impiego in pacemaker, RFID e dispositivi indossabili. Sono sicuri, hanno alte densità di energia, ma di contro hanno un costo molto elevato.

## Storia
Tra il 1831 e il 1834, Michael Faraday scoprì gli elettroliti solidi solfuro d'argento e piombo (II) fluoruro, che gettarono le basi della ionica dello stato solido. Le batterie ad alte prestazioni sono considerate dispositivi ionici allo stato solido.
Alla fine degli anni '50, furono fatti sforzi per sviluppare una batteria a stato solido. Le prime batterie a stato solido utilizzavano un elettrolita conduttivo agli ioni d'argento, avevano basse densità di energia e tensioni delle celle e un'alta resistenza interna. Una nuova classe di elettrolita a stato solido, sviluppata dall'Oak Ridge National Laboratory negli anni '90, è stata successivamente incorporata in alcune batterie agli ioni di litio a film sottile.
Nel 2011 Bolloré ha lanciato la BlueCar con una batteria ai polimeri di litio da 30kWh, che utilizzava un elettrolita polimerico solido creato dissolvendo un sale di litio in un co-polimero solvente (poliossietilene).
Nel 2013, i ricercatori dell'Università del Colorado a Boulder hanno annunciato lo sviluppo di una batteria al litio allo stato solido, con un catodo solido basato su una composizione chimica ferro-zolfo, che prometteva una maggiore capacità energetica.
Nel 2014, i ricercatori della Sakti3 hanno annunciato una batteria agli ioni di litio elettrolitico allo stato solido e hanno dichiarato una maggiore densità di energia a costi inferiori. Toyota ha annunciato il suo impegno per lo sviluppo di batterie allo stato solido e detiene la maggior parte dei brevetti. Nel 2015 Sakti3 è stata acquisita da Dyson.
Nel 2017, John Goodenough, il co-inventore delle batterie agli ioni di litio, ha presentato una batteria allo stato solido, utilizzando un elettrolita di vetro e un anodo alcalino-metallico costituito da litio, sodio o potassio. Nel 2017 Toyota ha annunciato il rafforzamento di una partnership decennale con Panasonic, che comprende una collaborazione sulle batterie a stato solido. Altre case automobilistiche che sviluppano tecnologie a batteria allo stato solido sono BMW, Honda, Hyundai e Nissan. Dyson, una società nota per la produzione di elettrodomestici, ha annunciato l'intenzione di lanciare un'auto elettrica entro il 2020. Due anni prima dell'annuncio, Dyson aveva acquistato Sakti3, una società di ricerca sulle batterie allo stato solido. Dyson ha abbandonato il progetto di auto elettrica nel 2019, ma ha dichiarato che la tecnologia della batteria sarebbe stata ulteriormente sviluppata. La Fisker afferma che la sua tecnologia di batteria allo stato solido sarà pronta per la "produzione di serie per l'industria automobilistica" nel 2023. NGK, una società nota per la produzione di candele di accensione, sta sviluppando batterie allo stato solido a base ceramica, avvalendosi della sua esperienza nel settore.
Nel 2018, la Solid Power ha annunciato di aver ricevuto 20 milioni di dollari in finanziamenti per una piccola linea di produzione per la produzione di batterie ricaricabili al litio completamente allo stato solido. La linea sarà in grado di produrre batterie con circa 10 megawattora di capacità all'anno. La Volkswagen ha annunciato un investimento di 100 milioni di dollari in QuantumScape, una startup di batterie allo stato solido nata a Stanford. La società cinese Qing Tao ha avviato una linea di produzione di batterie allo stato solido.
Nell'agosto 2022, Svolt, nata da Great Wall Motors, annuncia la produzione di massa delle prime batterie allo stato solido da 20 Ah con un'autonomia teorica di 1.000 km grazie ad un elettrolita solido a base di solfuro.
Nel giugno 2024 TDK, principale fornitore di Apple e Tesla, annuncia il lancio delle batterie allo stato solido CeraCharge  con una densità energetica di 1.000 wattora/litro, 100 volte superiore a quelle delle sue batterie attualmente in commercio. Ciò permette lo stoccaggio di maggiori quantità di energia in batterie meno ingombranti.

## Materiali
I materiali proposti per l'uso come elettroliti solidi nelle batterie allo stato solido sono ceramica, vetro (vedi batteria di vetro), e solfuri. I catodi delle batterie allo stato solido tendono sempre ad essere un catodo a base di litio con molte varianti che sono state testate, come LiCoO2, LiNi1/3Co1/3Mn1/3O2, LiMn2O4 e LiNi0,8Co0,15Al0,05O2. Gli anodi delle batterie allo stato in base al tipo di elettrolita solido utilizzato. Alcuni esempi di anodi a stato solido sono In, GexSi1−x, SnO–B2O3, SnS–P2S5, Li2 FeS2, FeS, NiP2 e Li2 SiS3.
Un materiale promettente per il catodo è il litio-zolfo, che ha una capacità teorica di 1670 mAhg −1, "che è dieci volte più grande del valore effettivo del LiCoO2". Lo zolfo non può essere utilizzato come catodo in applicazioni con elettroliti liquidi poiché è solubile nella maggior parte degli elettroliti liquidi, causando una drastica riduzione della durata della batteria. Questo è il motivo per cui lo zolfo è attualmente oggetto di studi approfonditi in applicazioni allo stato solido. Recentemente, è stato sviluppato un tessuto ceramico che ha mostrato risultati promettenti quando viene utilizzato in una batteria a stato solido Li-S. Questo tessuto è stato utilizzato come separatore tra l'anodo e il catodo e ha contribuito a facilitare la trasmissione degli ioni di litio, gestendo al contempo il carico di zolfo. I risultati di questo dispositivo sono stati promettenti, tuttavia non hanno raggiunto la densità di energia teorica prevista. Il risultato "con un supporto elettrolitico spesso 500 µm e un utilizzo del 63% dell'area elettrolitica" è stato di "71 Wh/kg" mentre la densità di energia prevista era di 500 Wh/kg.
Le batterie allo stato solido Li-O2 sembrano promettenti per migliorare le batterie attuali con la loro elevata capacità teorica. Tuttavia, il problema principale con questi dispositivi è che "l'anodo al litio deve essere sigillato dall'atmosfera ambiente, mentre il catodo ad aria deve essere in contatto con esso".
La batteria Li/LiFePO4 è altrettanto promettente come applicazione allo stato solido per veicoli elettrici. Uno studio effettuato nel 2010 ha messo in evidenza questo materiale come un'alternativa sicura alle batterie ricaricabili per i veicoli elettrici.
Un prototipo di batteria al litio metallo, contenente nell'anodo un foglio di carbonio poroso monodimensionale additivato con nanoparticelle d'oro, ha limitato l'usura e raggiunto 500 cicli di ricarica preservando una capacità dell'82,5% rispetto a quella originale.

## Applicazioni
Le batterie allo stato solido trovano impiego in pacemaker, RFID e dispositivi indossabili.

### Veicoli elettrici
Le auto elettriche ibride e plug-in utilizzano una varietà di tecnologie di batteria, tra cui ioni di litio, idruro di nichel-metallo, piombo-acido e condensatore elettrico a doppio strato.
Al 2022, un gruppo di ingegneri dell'Università di Harvard è riuscita a produrre batterie con un tempo di ricarica di 3 minuti e una vita utile di 10.000 cicli di ricarica.

## Svantaggi

### Costo
Le batterie a stato solido sono tradizionalmente costose da realizzare e i processi di produzione sono difficili da ridimensionare, richiedendo costose apparecchiature per la deposizione sotto vuoto. Nel 2012 è stato stimato che, sulla base della tecnologia attuale, una batteria a stato solido da 20 Ah costerebbe 100.000 dollari e un'auto elettrica di fascia alta richiederebbe da 800 a 1.000 di tali celle. Il costo ha impedito l'adozione di batterie allo stato solido in altre aree, come gli smartphone .

### Effetti di temperatura e pressione
Le operazioni a bassa temperatura possono essere impegnative. Una volta le batterie allo stato solido erano note per scarse prestazioni in questa condizione.
Le batterie a stato solido con elettroliti ceramici richiedono alta pressione per mantenere il contatto con gli elettrodi. Le batterie a stato solido con separatori ceramici possono rompersi a causa di sollecitazioni meccaniche.

### Dendriti

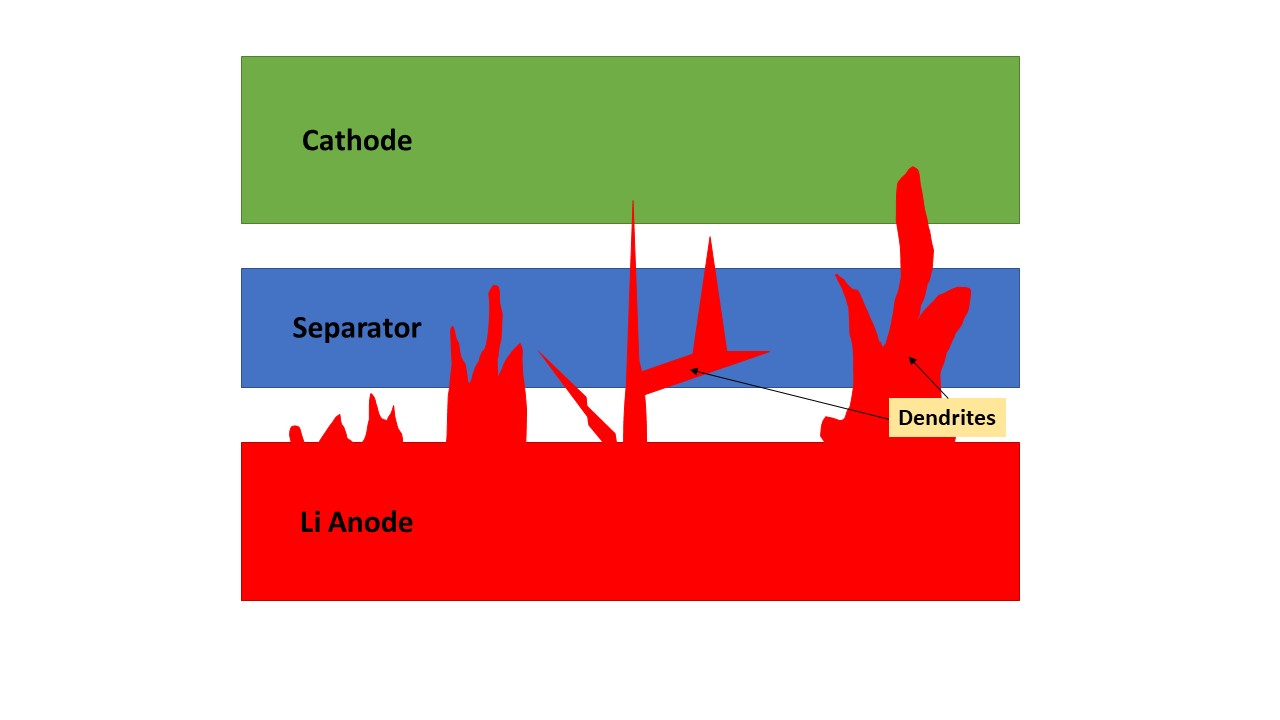
Dendrite al litio metallico dell'anodo che penetra attraverso il separatore e cresce verso il catodo.

Gli anodi metallici al litio solido nelle batterie allo stato solido stanno sostituendo gli anodi in grafite nelle batterie agli ioni di litio per densità di energia più elevate, sicurezza e tempi di ricarica più rapidi. Il litio solido come anodo è soggetto alla formazione e alla crescita di dendriti a causa della deposizione non uniforme del metallo.
I dendriti penetrano nel separatore che si trova tra l'anodo e il catodo per evitare cortocircuiti. La penetrazione attraverso il separatore crea un cortocircuito che genera surriscaldamento, incendi o esplosioni da propagazione in fuga termica. I dendriti riducono l'efficienza di Coulomb.
I dendriti si formano comunemente durante l'elettrodeposizione in fase di carica e scarica. Gli ioni di litio nell'elettrolita si combinano con gli elettroni sulla superficie dell'anodo mentre la batteria si carica, formando uno strato metallico di litio. Idealmente, la deposizione di litio avviene uniformemente sull'anodo. Tuttavia, se la crescita non è uniforme, le strutture possono crescere con un andamento ad ago attraverso l'elettrolita e/o il separatore.
Si è scoperto che l'interfase elettrolita solido stabile (SEI) è la strategia più efficace per inibire la crescita del dendrite e ottenere prestazioni più elevate in termini di ciclo batteria. Gli elettroliti allo stato solido (SSE) potrebbero impedire la crescita di un dendrite, sebbene ciò sia ancora solamente un'ipotesi. Uno studio del 2018 ha identificato separatori ceramici nanoporosi che bloccano la crescita del dendrite di litio fino a densità di corrente critiche.

## Vantaggi
Si ritiene che la tecnologia delle batterie allo stato solido sia in grado di aumentare la densità di energia (2,5x), grazie all'utilizzo dell'anodo al litio metallico.
Possono evitare l'uso di materiali pericolosi o tossici presenti nelle batterie commerciali, come elettroliti organici.
Poiché la maggior parte degli elettroliti liquidi sono infiammabili e gli elettroliti solidi non sono infiammabili, si ritiene che le batterie allo stato solido siano più sicure. Sono necessari meno sistemi di sicurezza, a fronte di un aumento della densità di energia. Studi recenti mostrano che la generazione di calore all'interno è solo del 20-30% circa rispetto alle batterie convenzionali con elettrolita liquido in fuga termica.
Si ritiene che la tecnologia della batteria allo stato solido consenta una ricarica più rapida. È possibile avere una maggiore differenza di potenziale e una maggiore durata del ciclo.